# Welschnofen
Welschnofen (italià Nova Levante) és un municipi italià, dins de la província autònoma de Tirol del Sud. És un dels municipis del districte i de Salten-Schlern. L'any 2007 tenia 1.825 habitants. Limita amb els municipis de Karneid, Moena, Deutschnofen, Pozza di Fassa, Predazzo, Tiers, i Vigo di Fassa.

## Situació lingüística
| Pertinença lingüística (cens 2001) | 96,19% alemany |
| Pertinença lingüística (cens 2001) | 3,45% italià   |
| Pertinença lingüística (cens 2001) | 0,36% ladí     |

## Administració

Territori comunal

| Període | Identitat    | Partit |
| ------- | ------------ | ------ |
| 2004-   | Elmar Pattis | SVP    |